# کاخ باغ فردوس
کاخ باغ فردوس مربوط به دوره قاجار است و در شمیرانات خیابان ولیعصر ـ محله باغ فردوس کوچه بخشایش واقع شده و این اثر با نام عمارت باغ فردوس  در تاریخ ۱۱ مرداد ۱۳۷۶ با شمارهٔ ثبت ۱۸۷۶ به‌عنوان یکی از آثار ملی ایران به ثبت رسیده است.

## پیشینه

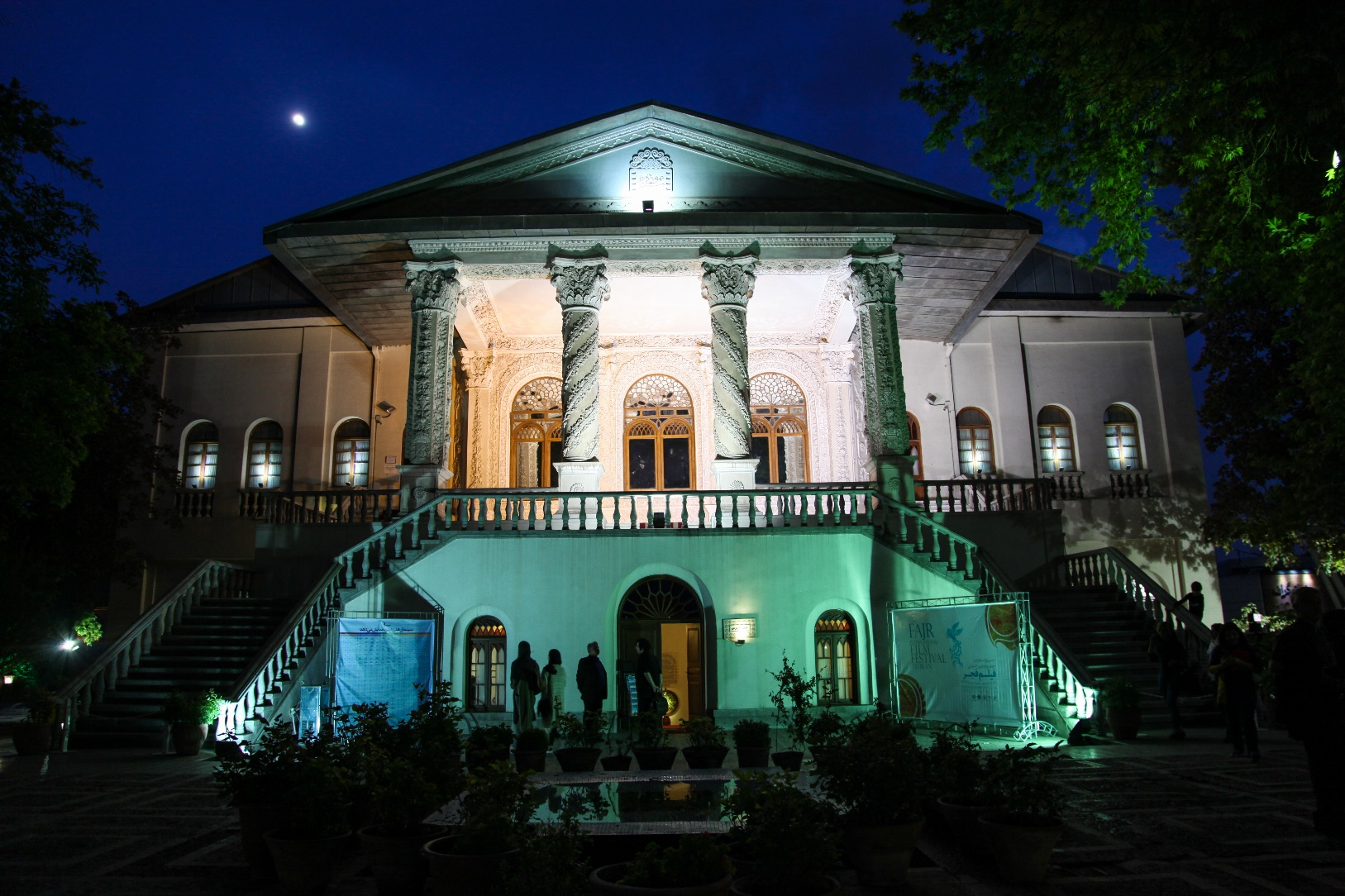
کاخ باغ فردوس محل موزه سینمای ایران

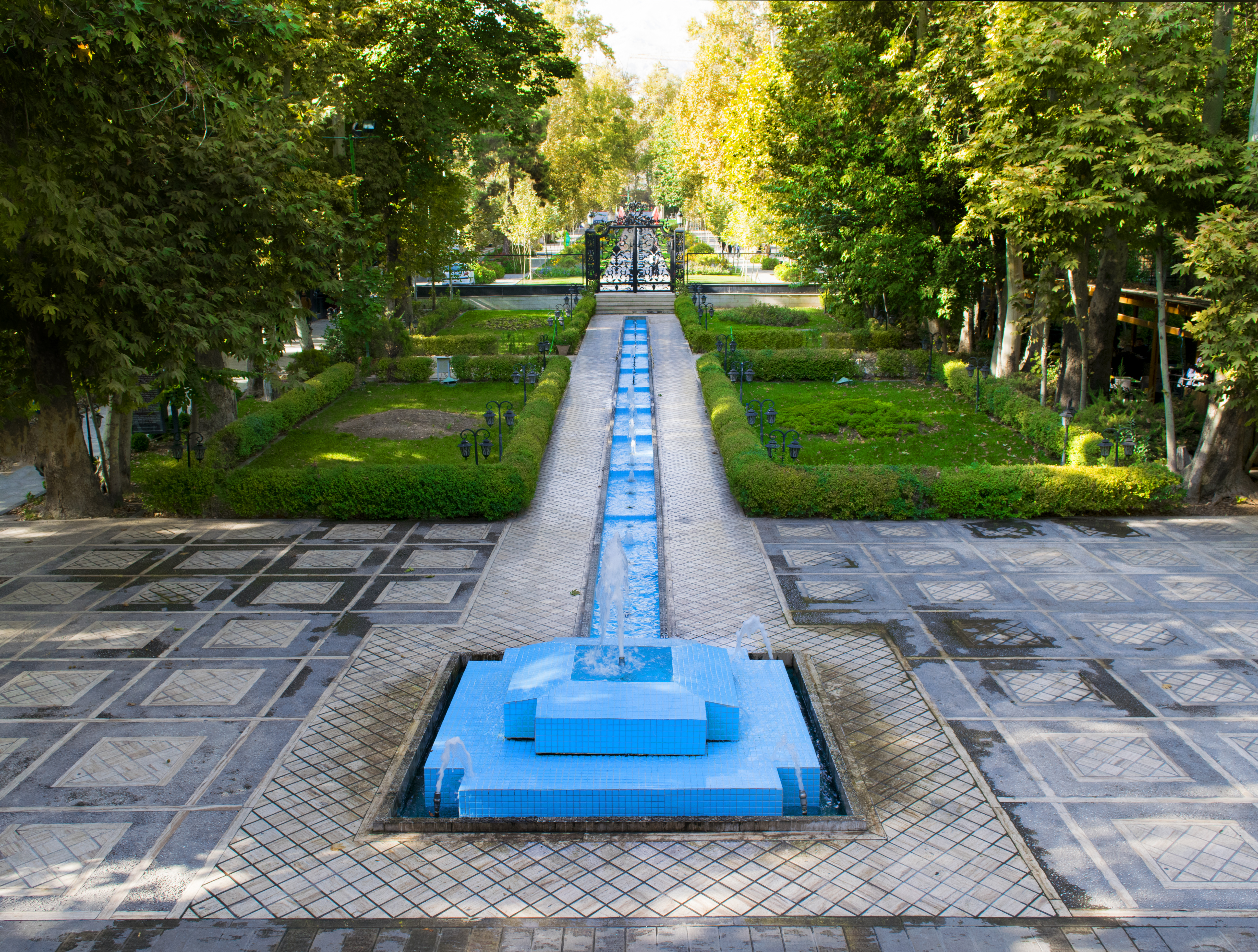
محوطه کاخ باغ فردوس

به دستور محمدشاه قاجار، در سال ۱۲۶۴ ق، قصری برای او در نزدیکی تجریش ساخته شد؛ اما همزمان با بیماری و مرگ او قصر نیمه‌تمام ماند و وی در همان قصر نیمه‌تمام به نام محمدیه (در محل محمودیه فعلی) از دنیا رفت.
هم‌زمان با ساخت قصر محمدیه، درباریان نزدیک به او نیز در همان حوالی اقدام به احداث باغ یا عمارت ییلاقی کردند. از جمله حسینعلی‌خان معیرالممالک باغی احداث کرد که به باغ فردوس مشهور شد.
عمارت باغ فردوس در دو طبقه به سبک قاجاریه و معروف به گوش فیل بنا گذاشته شد. زمین‌های قسمت جنوبی و سراشیبی باغ نیز با سنگ‌چین‌هایی به صورت هفت قطعه مسطح و مطبق درآمد و روی هریک از قطعات، استخری با فواره‌های متعدد احداث شد. استخرها به گونه‌ای ساخته شده بودند که از فواصل دورتر، بزرگ‌تر به نظر می‌آمدند.
سپس، دوستعلی‌خان نظام‌الدوله، پسر حسین‌علی‌خان، به همت معماران اصفهانی و یزدی، ساختمانی در قسمت جنوبی باغ برپا کرد و نام آن را رشک بهشت گذاشت. پلکان و بخش‌های دیگری از ساختمان از مرمر اعلای یزد و دیوارهای داخل اتاق با کاغذهای طلایی برجسته پوشانده شده بود؛ اما پسرش دوستمحمدخان معیرالممالک اعتنای چندانی به باغ و ساختمان آن نکرد و با گذشت زمان ساختمان رو به خرابی گذاشت تا حدی که سنگ‌های مرمر آن کنده و به عمارت امیریه (مدرسه‌نظام) برده شد. بعد از آن مالکیت باغ چند بار دست به دست شد تا سرانجام در سال ۱۳۱۸ ق، در زمان سلطنت مظفرالدین شاه قاجار، محمدولی‌خان سپهسالار تنکابنی آن را از ورثه امین‌الملک خرید.
سپهسالار، علاوه بر ایجاد فواره و استخرهای مطبق، قنات باغ فردوس را نیز احیا کرد و سر دری با شکوه در مظهر قنات (میدان گاه فعلی باغ فردوس) ساخت؛ ولی به دلیل بدهی به تجارت‌خانه طومانیانس، باغ را به او داد و طومانیانس نیز باغ را در ازای بدهی به دولت رضاخان واگذار کرد. سرانجام در سال ۱۳۱۶ ش، وزارت معارف (آموزش و پرورش) آن‌جا را خرید و ساختمان را مرمت و دبیرستان شاپور تجریش را در آن تأسیس کرد
در سال ۱۳۵۰ ساختمان موجود در باغ به مرکز فرهنگی و هنری و نمایشگاهی تبدیل شد و پس از انقلاب نیز در اختیار وزارت فرهنگ و ارشاد اسلامی قرار گرفت.
مساحت باغ فردوس ۲۰۰۰۰ متر مربع و طول آن ۲۸۰ متر و شیب آن از شمال غربی به جنوب شرقی است.
هم‌چنین،  محمود افشار یزدی در سال ۱۳۱۶، قسمتی از باغ و ساختمان اندرونی را که حدود ۶۰۰۰ متر مربع بود، خرید و به تدریج با خریدن قطعات اطراف، مساحت باغ را به ۱۲۰۰۰ متر مربع رسانید. سپس در سال ۱۳۳۷، باغ و ساختمان‌های داخل آن را وقف امور فرهنگی کرد؛ از جمله در سال ۱۳۵۲ قسمتی از آن برای استقرار مؤسسه لغت نامه دهخدا و مؤسسه باستان‌شناسی به دانشگاه تهران واگذار شد که هم‌چنان دایر است.

## نگارخانه

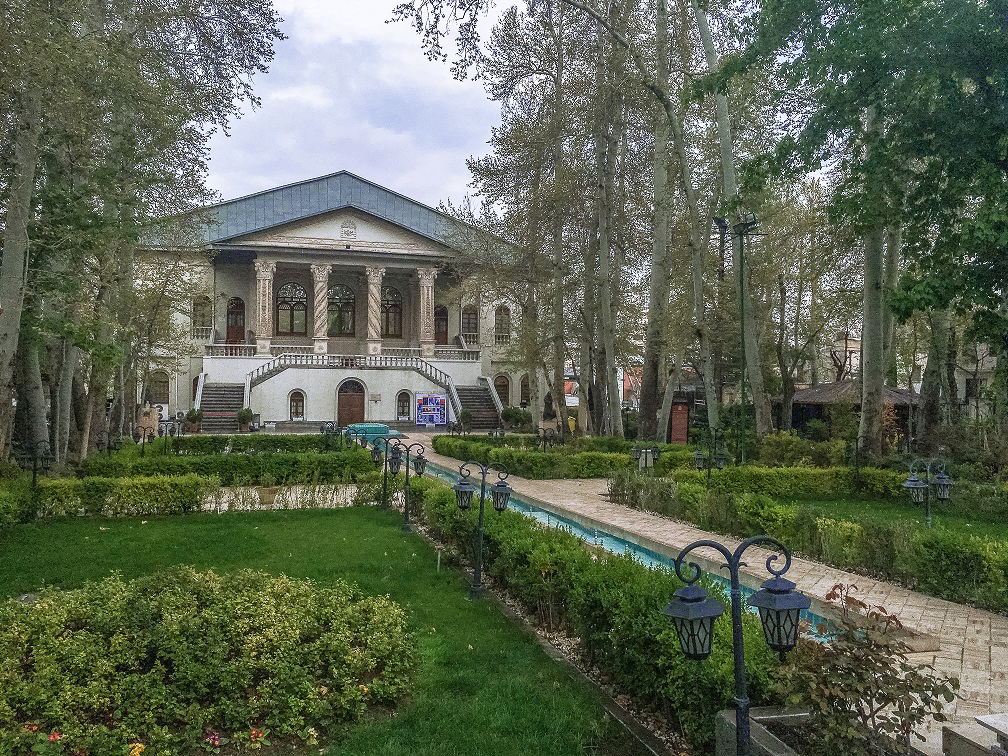
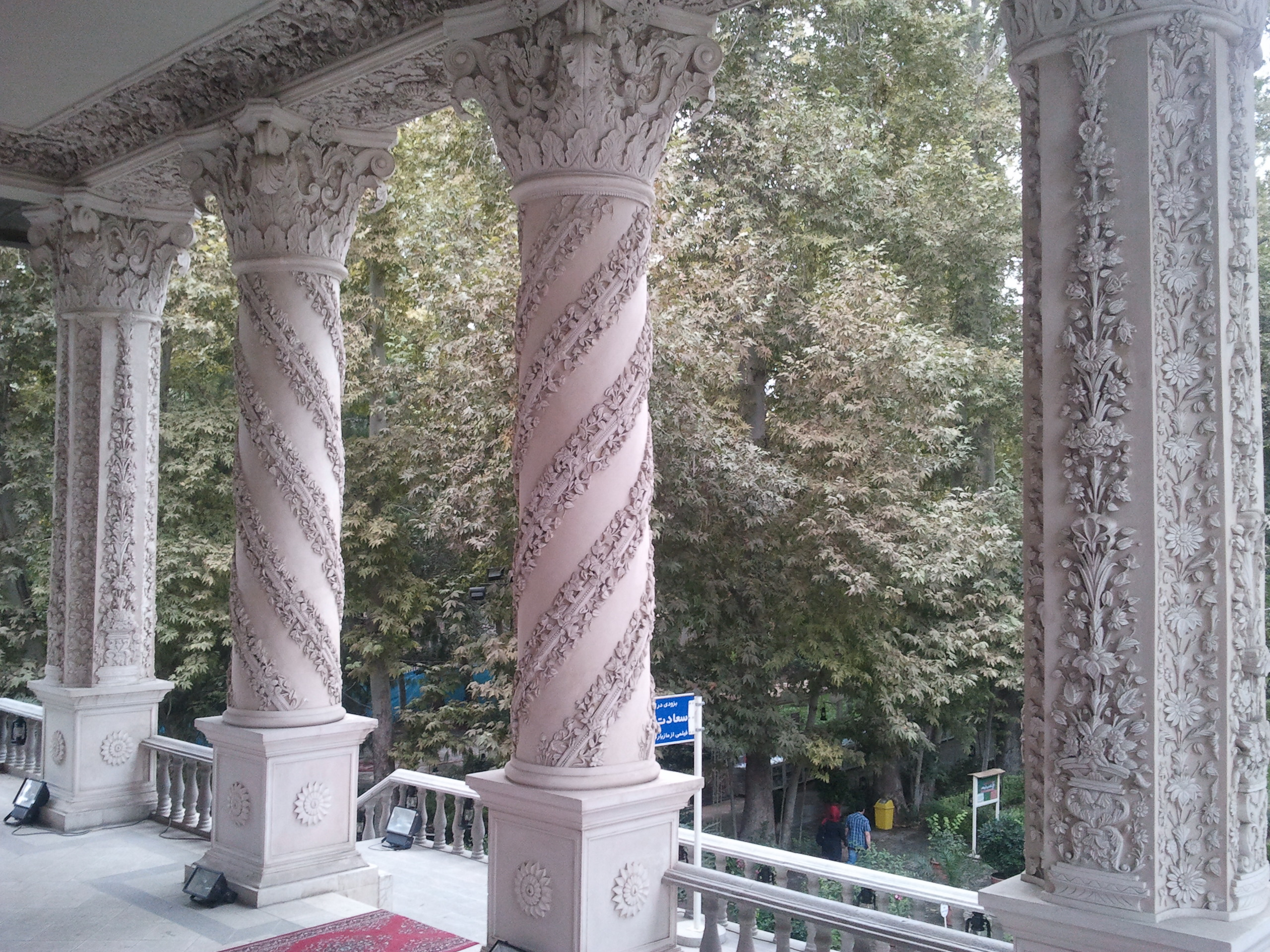
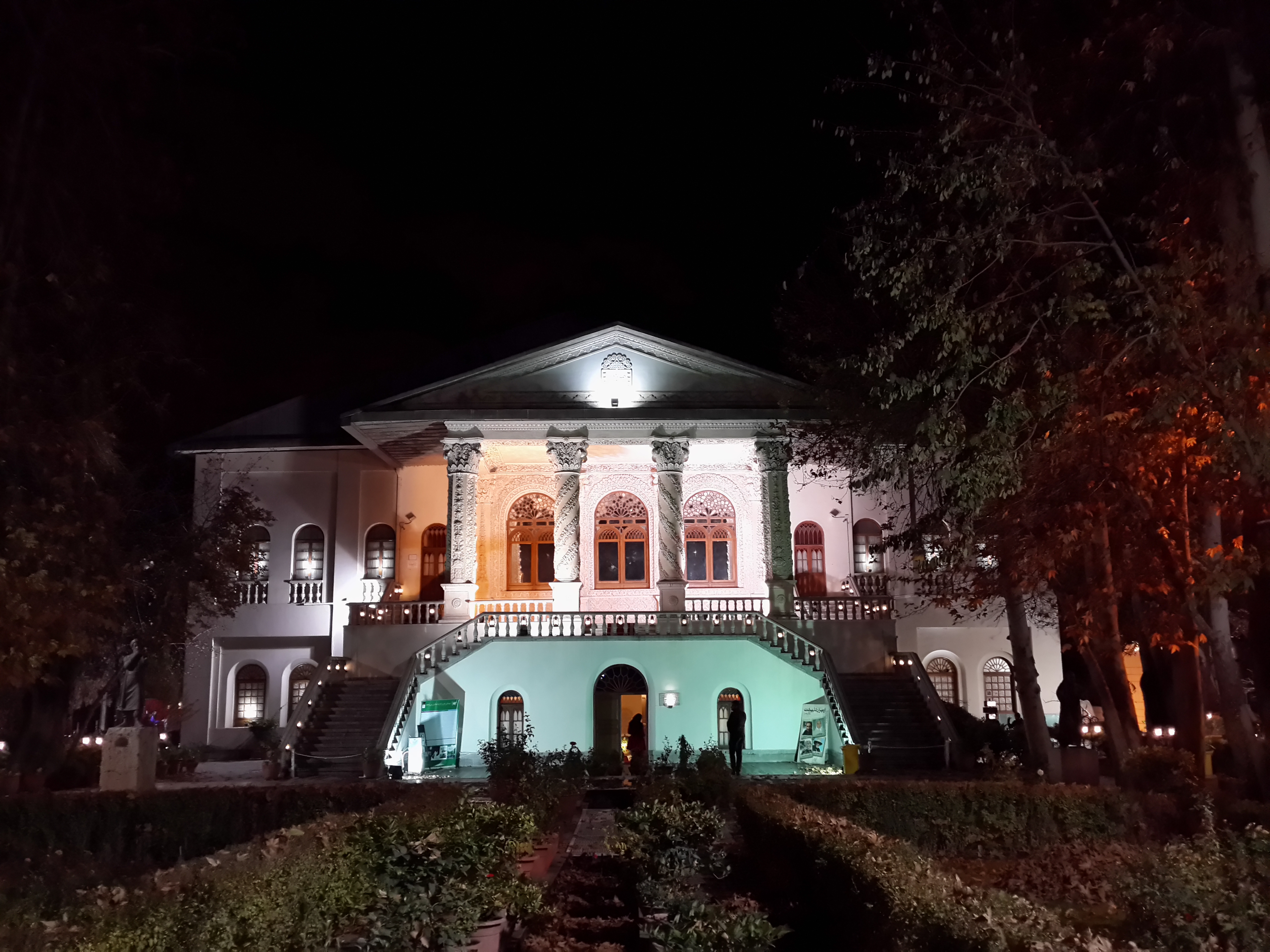
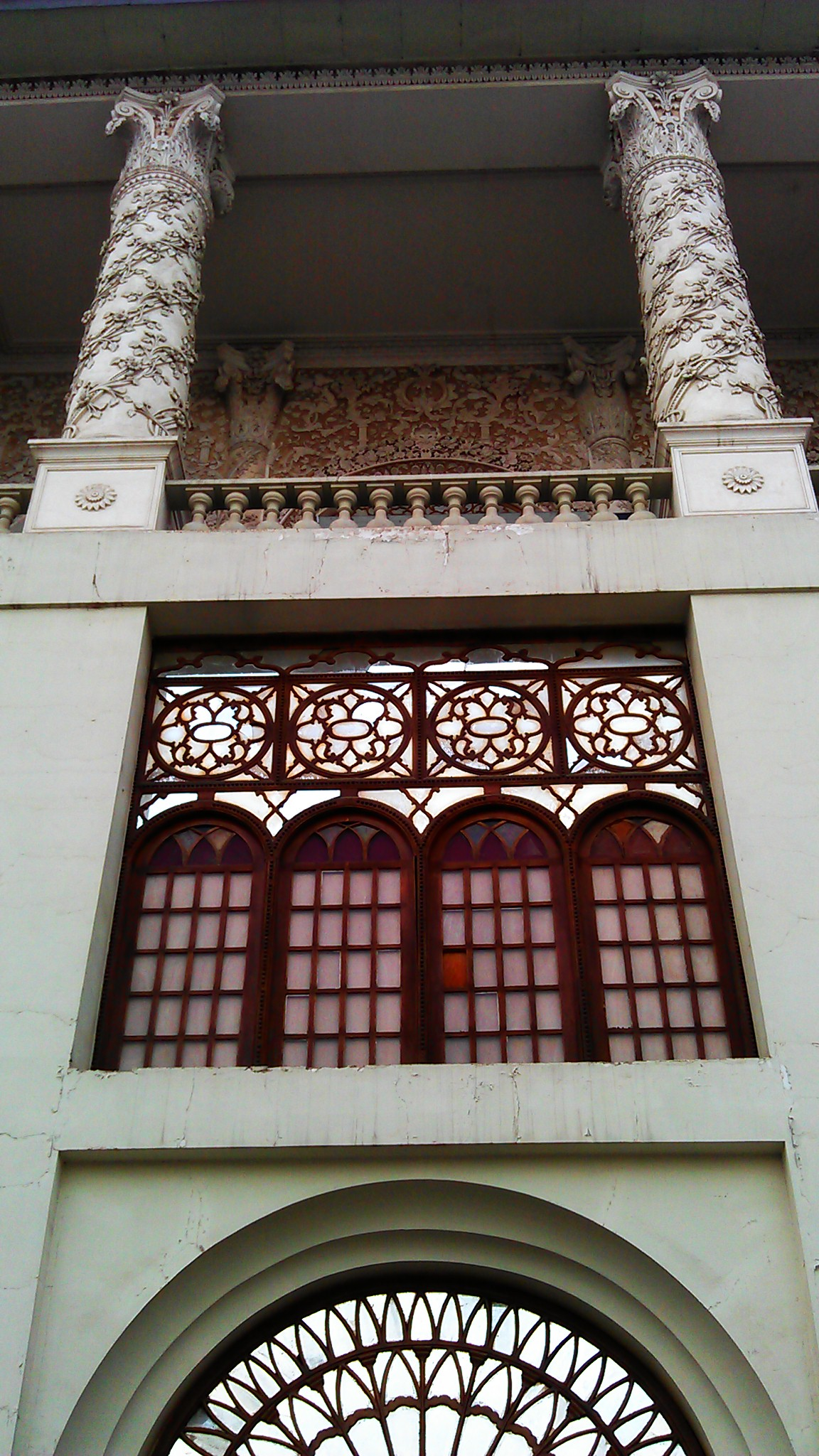
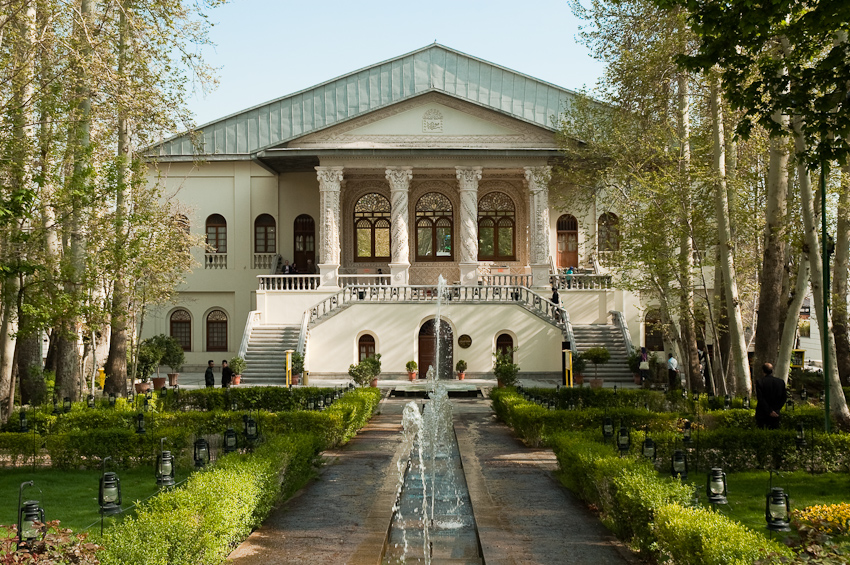
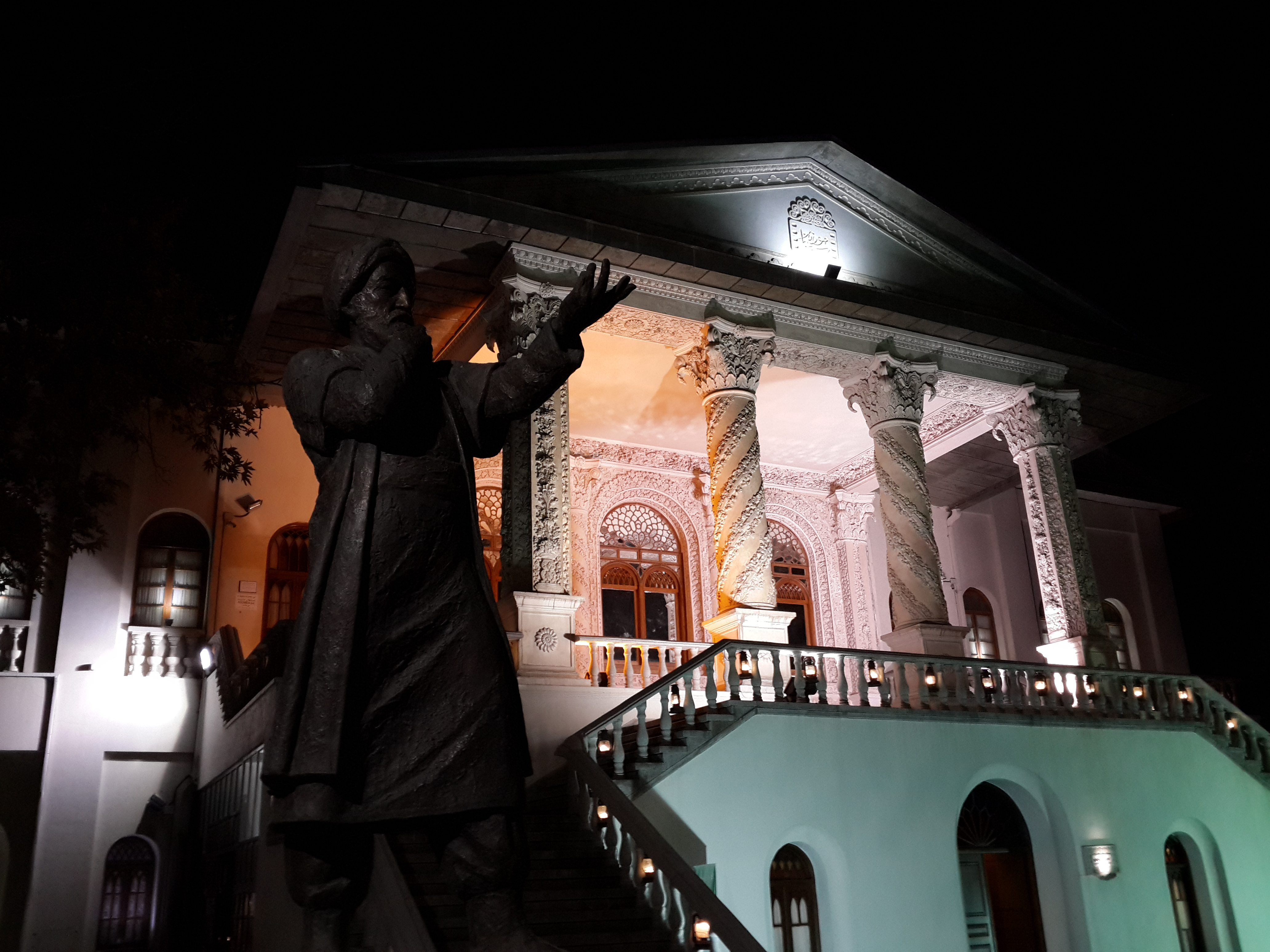
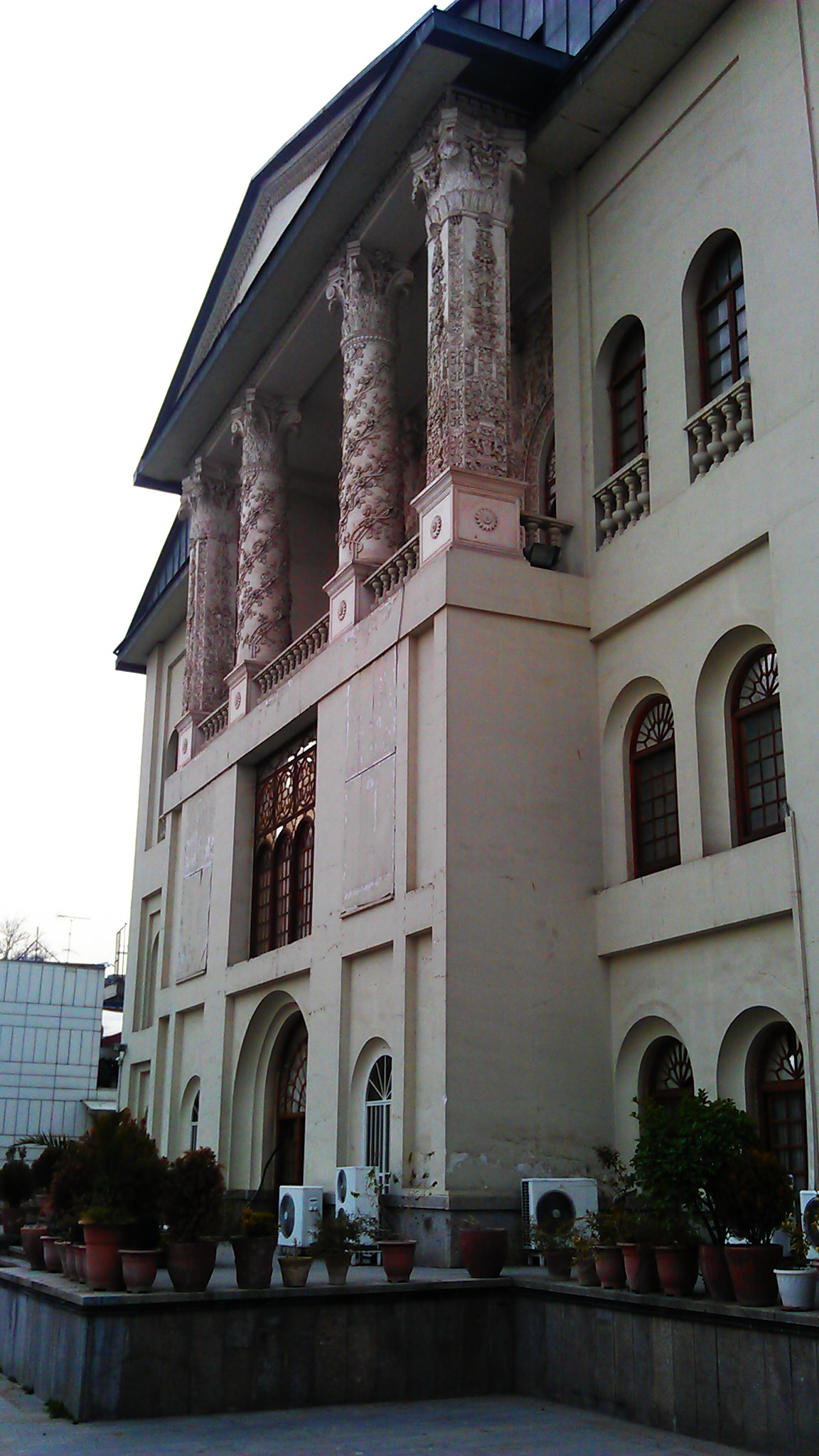
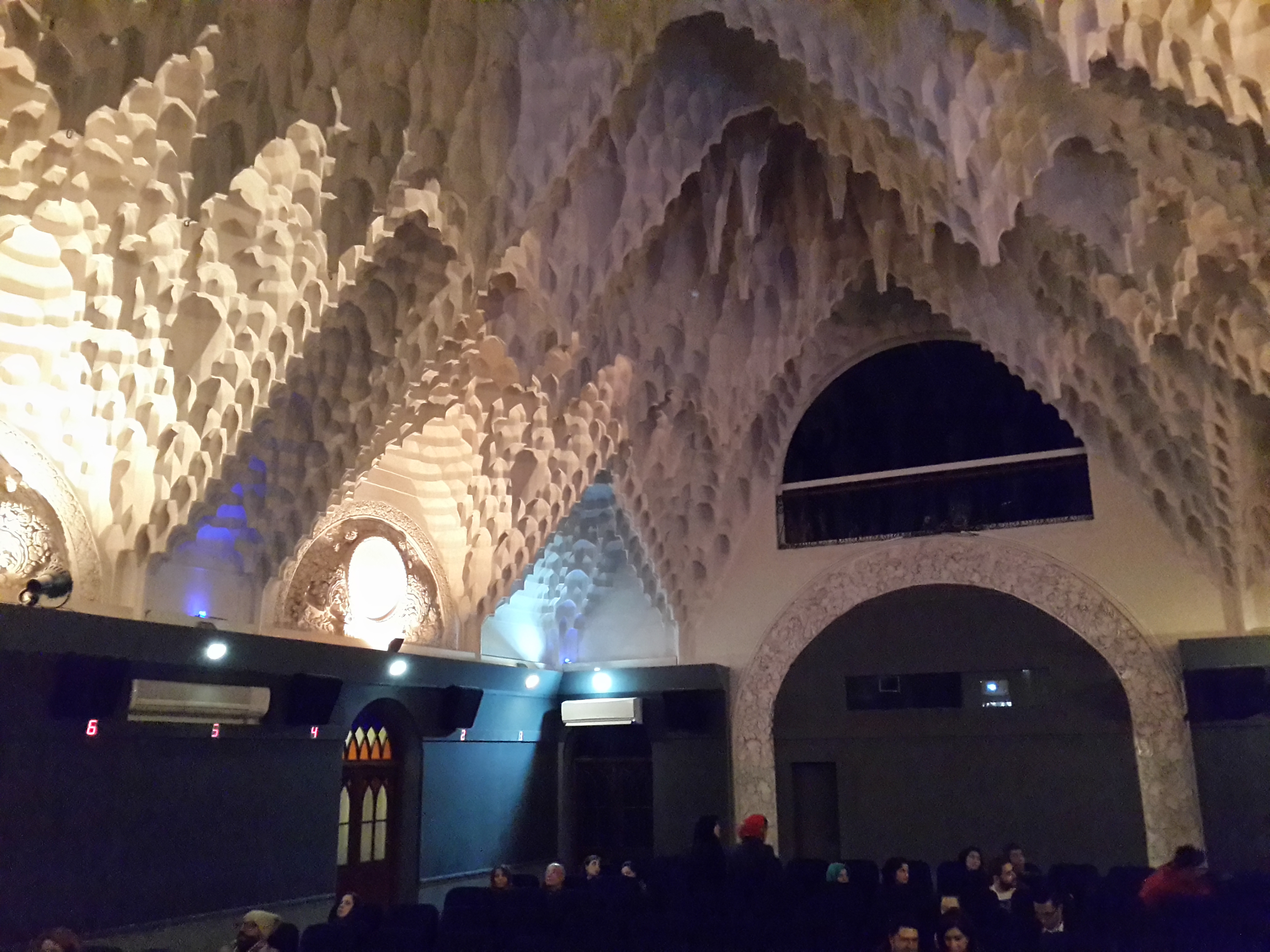
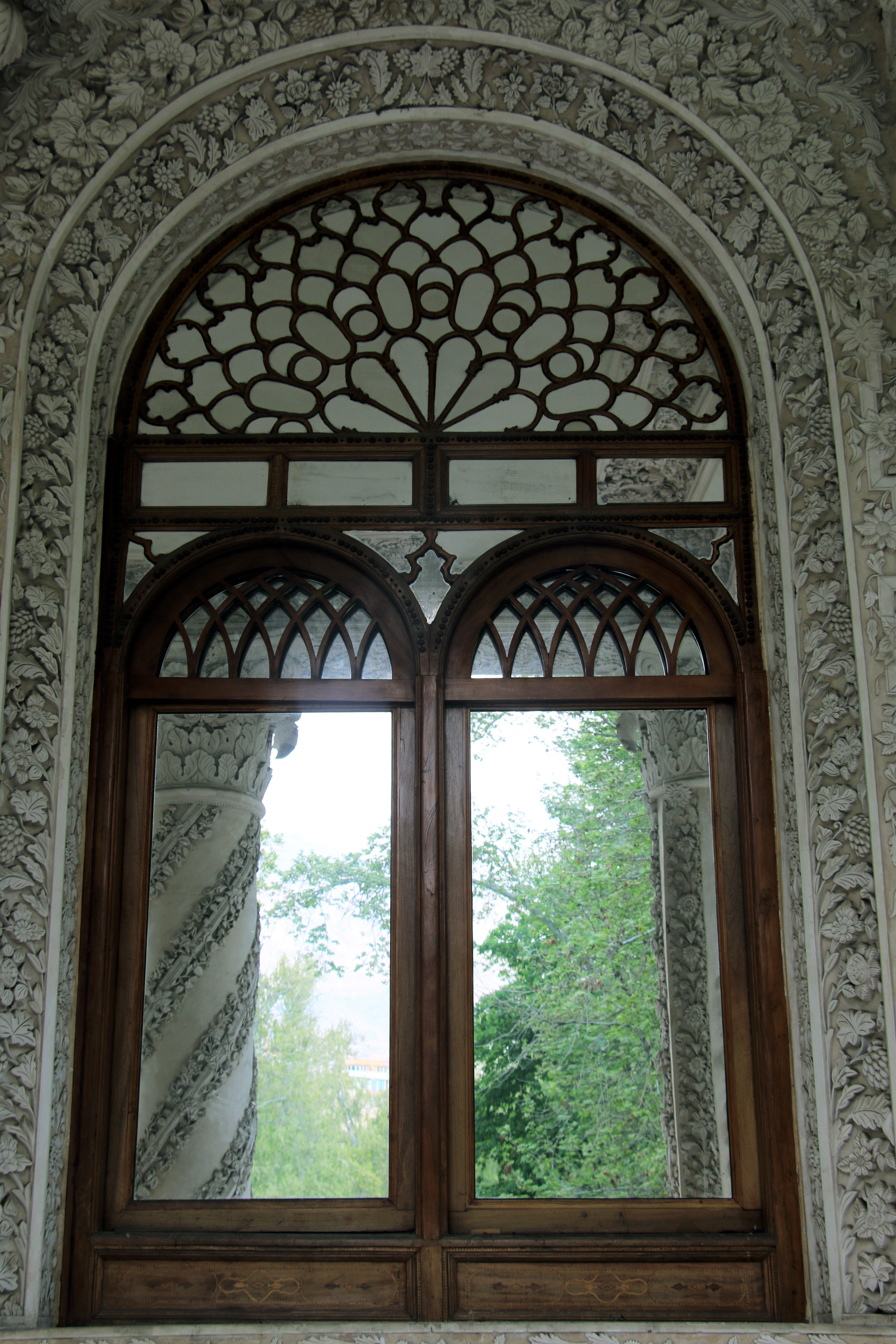
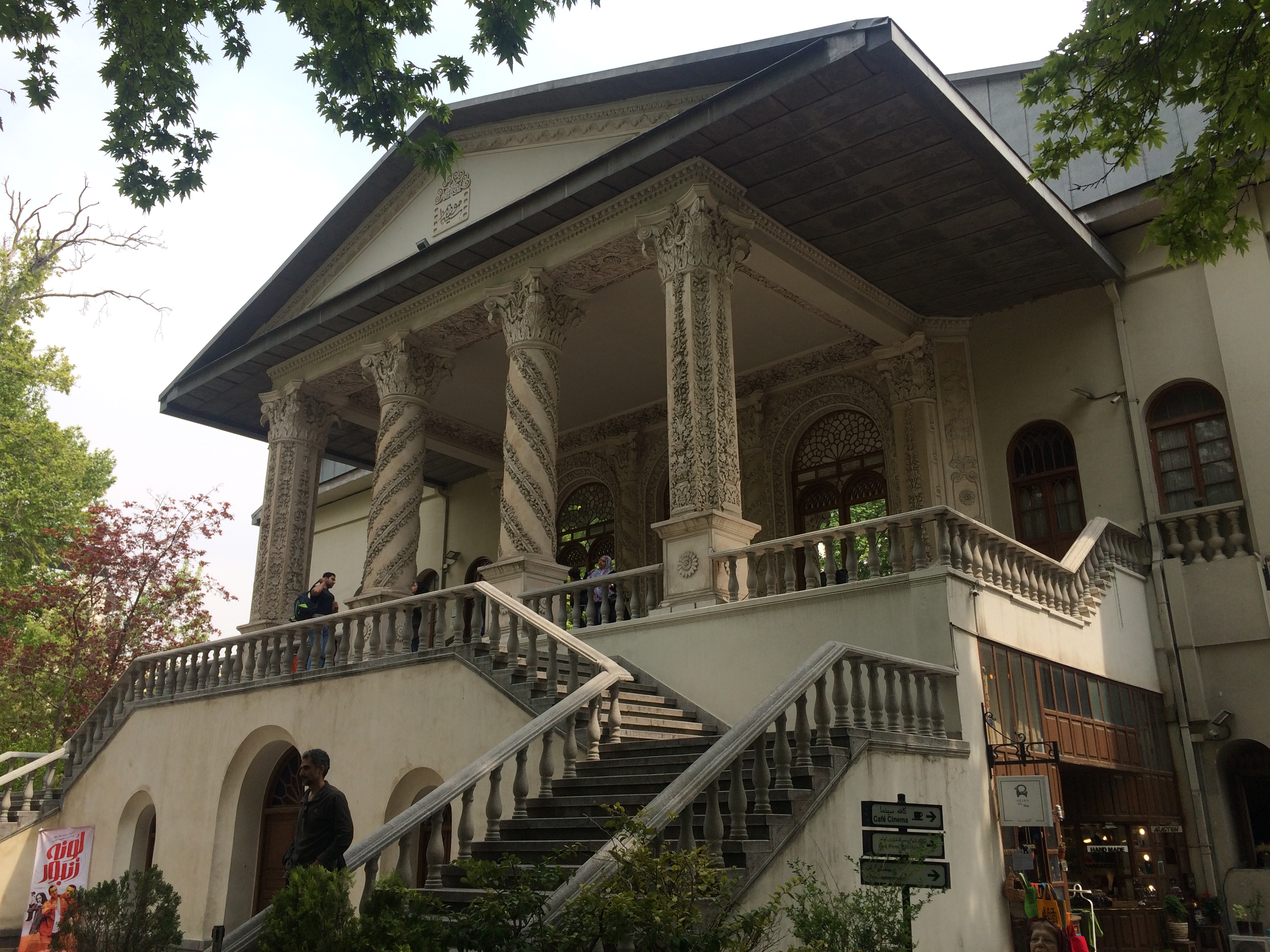
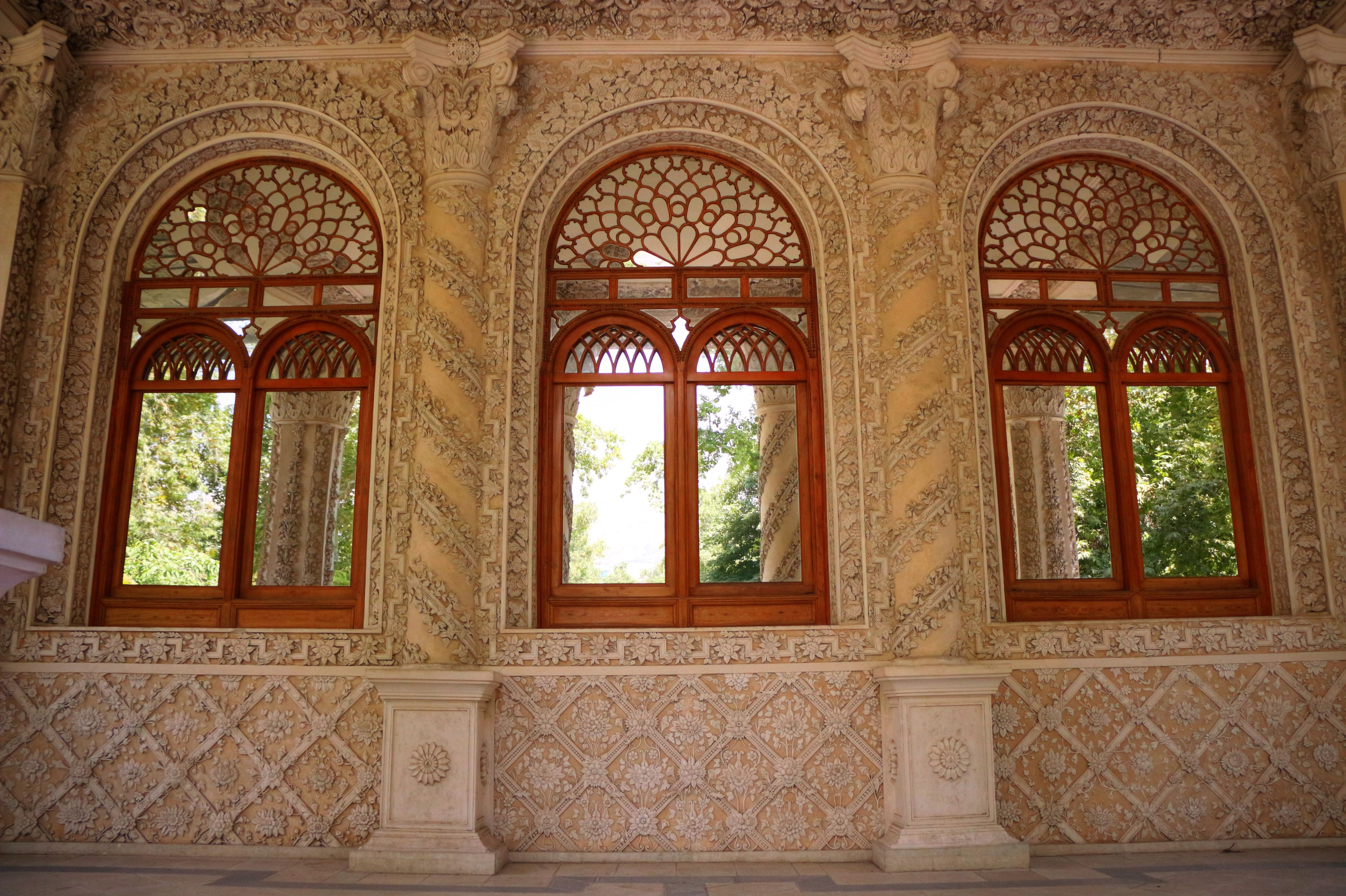
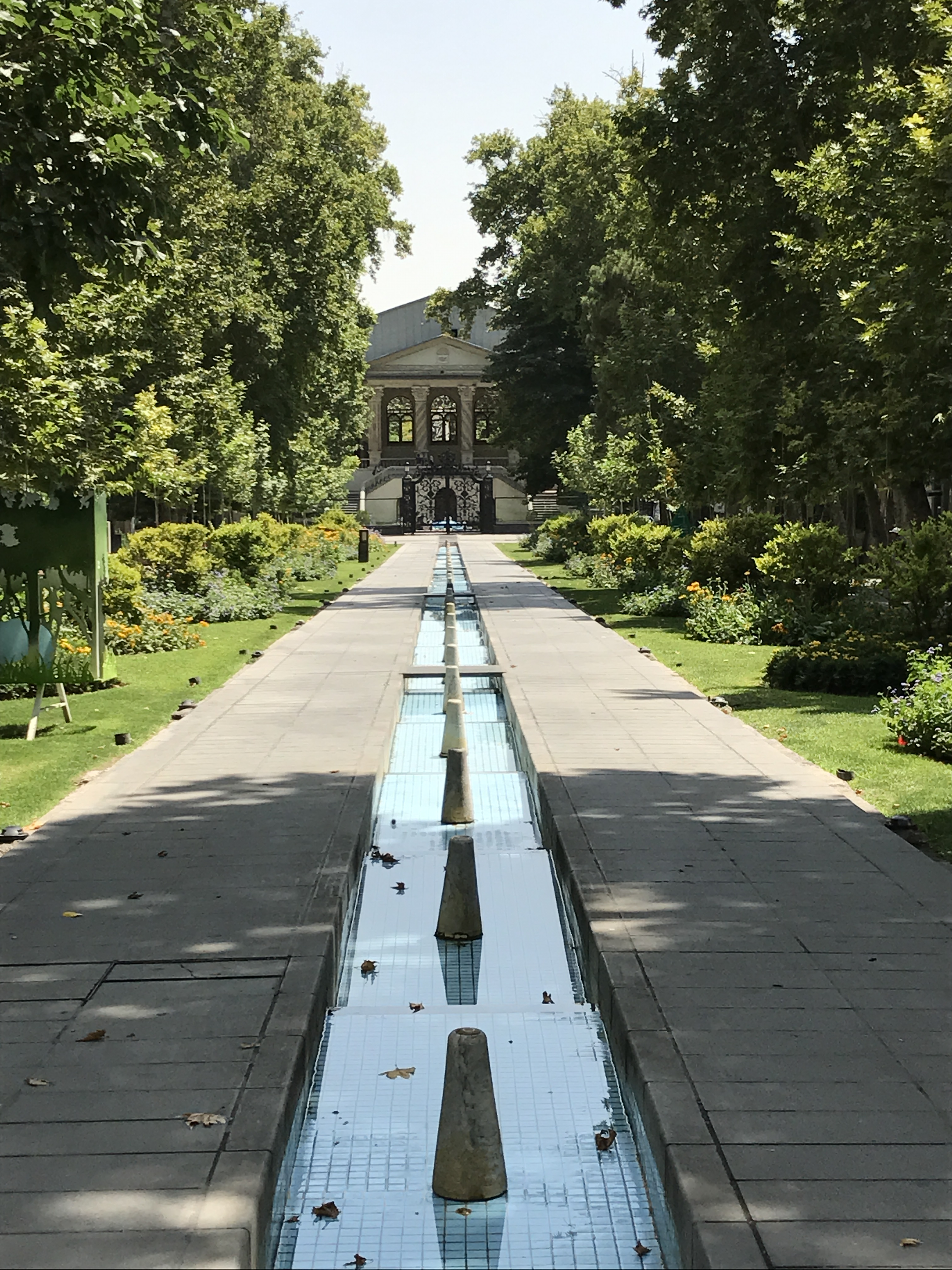

- پرونده:ستون عمارت باغ فردوس.jpg